# Brachyunguis letsoniae
Brachyunguis letsoniae är en insektsart. Brachyunguis letsoniae ingår i släktet Brachyunguis och familjen långrörsbladlöss. Inga underarter finns listade i Catalogue of Life.